# Національна рада провінцій
Національна рада провінцій (англ. National Council of Provinces) — верхня палата парламенту Південно-Африканської республіки, створена в 1997 році після прийняття першої конституції після демонтажу системи апартеїду. Замінила попередній орган — Сенат, але при цьому дуже близька до нього по своїм функціям. Забезпечує рівне представництво всіх дев'яти провінцій ПАР.